# Једноструко непреносиво гласање
Једноструко непреносиво гласање или ЈНГ је више-победнички изборни систем. ЈНГ је генерализација већинског гласања, примењено на више-победничким изборним јединицама при чему сваки бирач даје само један глас. За разлику од већинског гласања, које је једно-победнички изборни систем, ЈНГ је више-победнички изборни систем, обично у изборним јединицама; додатно, за разлику од већинског гласања, ЈНГ произведе пола-пропорционалну репрезентацију и чини мање вероватним да једна странка заузме сва места у граду или одређеној области, што се може десити под већинском гласању.
За разлику од блок гласања или ограниченог гласања где сваки бирач има више гласова, у ЈНГ-у сваки бирач има само један глас. Ово углавном произведе пола-пропорционалну репрезентацију на нивоу изборне јединице, што значи да мале странке, а и велике странке, имају шансу да буду репрезентиране. једноструко преносиво гласање (ЈПГ) је пропорционална алтернатива за ЈНГ. У ЈПГ-у, рангирано гласање дозвољава некоришћени гласови (стављени на победници или губитници) да буду трансферирани на друге кандидате.

## Гласање
У сваким изборима, сваки бирач гласа једном за једног кандидата у више-кандидатску трку за више мандата. Мандати побеђују кандидати са највише гласова. Дакле, у изборну јединицу са 3 мандата, три кандидати са највише гласова побеђују.
ЈНГ, као једноструко преносиво гласање, може да буде коришћено за избори без политичких странака.

### Пример
Пет кандидата се боре за три мандата: А, Б, В, Г и Д са 3 странке Ч, Џ и Ш.
| Гласови | Кандидат | Странка |
| ------- | -------- | ------- |
| 819     | А        | Ч       |
| 1.804   | Б        | Џ       |
| 1.996   | В        | Ш       |
| 1.999   | Г        | Ш       |
| 2.718   | Д        | Џ       |

В, Г и Д су победнички кандидати.
Дакле, странка Ш има два мандата и странка Џ има само један мандат. Ниједна странка је узела сва места, што би се можда дешавало у већинском гласању или у вишеструким непреносивим гласањем.
Али ако рачунамо гласове по политичкој странци, добијамо ове резултате:
| Странка | Гласови | Проценат | Мандати |
| ------- | ------- | -------- | ------- |
| Ш       | 4.522   | 48       | 1       |
| Џ       | 3.995   | 43       | 2       |
| Ч       | 819     | 9        | 0       |

Странка Џ има више гласова него странка Ш, али има мање мандата због неефикасног ширења кандидатских гласова. Ако два кандидата странке Џ би имали ефикасније ширење кандидатских гласова, победили би два мандата и странка Ш само један мандат. Или ако кандидати странке Ш би имали неефикасније ширење кандидатских гласова, странка Џ би освојила два мандата чак и ако њихови кандидати су мање популарни. (У ЈНГ-у има више шансе него у уређенијем изборном систему пропорционалне репрезентације.)
Да је било која странка ризиковала да покуша да освоји сва три места, узрокујући веће поделе гласова међу присталицама странке Џ и Ш, онда А странке Ч би можда освојио мандат и странка Ч или странка Ш би имала мандат мање.

### Поређење са ВНГ (блок гласање) и ограничено гласање
Кандидати се кандидују у три-члану изборну јединицу са 10.000 гласова. У непреносивим и некумулативним изборним системима, бирачи имају више гласова.
- У блок гласањем, стандардно вишеструко непреносиво гласање (ВНГ), бирачи могу гласати за 3 кандидате (али не морају)
- У ограниченом гласању, бирачи могу гласати за 2 кандидата.
- У једноструком непреносивом гласању, бирачи могу гласати само за једног кандидата.

Странка А има око 35% подршке у изборној јединици (са једним посебно омиљеним кандидатом), Странка Б око 25% (са два посебно омиљених кандидата) и остали бирачи углавном подржавају независне кандидате, али углавном нагињу странци Б ако морају да бирају између две странке. Сви бирачи гласају искрено; нема тактичко гласање у овом сценарију.
Проценат гласања у ВНГ-у и ограниченом гласању је проценат бирача који су гласали за кандидата, а не проценат свих гласова.
| Кандидат               | Странка                | Странка                | Вишеструко непреносиво гласање | Вишеструко непреносиво гласање | Вишеструко непреносиво гласање | Вишеструко непреносиво гласање | Вишеструко непреносиво гласање | Вишеструко непреносиво гласање | Вишеструко непреносиво гласање | Вишеструко непреносиво гласање | Једноструко непреносиво гласање | Једноструко непреносиво гласање | Једноструко непреносиво гласање | Једноструко непреносиво гласање |
| Кандидат               | Странка                | Странка                | Блок гласање                   | Блок гласање                   | Блок гласање                   | Блок гласање                   | Ограничено гласање             | Ограничено гласање             | Ограничено гласање             | Ограничено гласање             | Једноструко непреносиво гласање | Једноструко непреносиво гласање | Једноструко непреносиво гласање | Једноструко непреносиво гласање |
| Кандидат               | Странка                | Странка                | Гласови                        | %                              | Победник?                      | Победник?                      | Гласови                        | %                              | Победник?                      | Победник?                      | Гласови                         | %                               | Победник?                       | Победник?                       |
| ---------------------- | ---------------------- | ---------------------- | ------------------------------ | ------------------------------ | ------------------------------ | ------------------------------ | ------------------------------ | ------------------------------ | ------------------------------ | ------------------------------ | ------------------------------- | ------------------------------- | ------------------------------- | ------------------------------- |
| Кандидат А1            |                        | Странка А              | 3700                           | 37%                            | 1.                             | Да                             | 3500                           | 35%                            | 1.                             | Да                             | 2000                            | 20%                             | 1.                              | Да                              |
| Кандидат А2            |                        | Странка А              | 3600                           | 36%                            | 2.                             | Да                             | 1900                           | 19%                            | 2.                             | Да                             | 800                             | 8%                              | 4.                              |                                 |
| Кандидат А3            |                        | Странка А              | 3555                           | 35.55%                         | 3.                             | Да                             | 1800                           | 18%                            | 4.                             |                                | 700                             | 7%                              | 7.                              |                                 |
| Кандидат Б1            |                        | Странка Б              | 2600                           | 26%                            | 4.                             |                                | 1950                           | 19.5%                          | 3.                             | Да                             | 1100                            | 11%                             | 2.                              | Да                              |
| Кандидат Б2            |                        | Странка Б              | 2500                           | 25%                            | 5.                             |                                | 1750                           | 17.5%                          | 4.                             |                                | 900                             | 9%                              | 3.                              | Да                              |
| Кандидат Б3            |                        | Странка Б              | 2400                           | 24%                            | 6.                             |                                | 1425                           | 14.25%                         | 7.                             |                                | 400                             | 4%                              | 12.                             |                                 |
| Кандидат Н1            |                        | Независан              | 2300                           | 23%                            | 8.                             |                                | 1400                           | 14%                            | 8.                             |                                | 800                             | 8%                              | 4.                              |                                 |
| Кандидат Н2            |                        | Независан              | 2395                           | 23.95%                         | 7.                             |                                | 1500                           | 15%                            | 6.                             |                                | 800                             | 8%                              | 4.                              |                                 |
| Кандидат Н3            |                        | Независан              | 1900                           | 19%                            | 9.                             |                                | 1300                           | 13%                            | 9.                             |                                | 700                             | 7%                              | 7.                              |                                 |
| Кандидат Н4            |                        | Независан              | 1800                           | 18%                            | 10                             |                                | 1200                           | 12%                            | 10.                            |                                | 700                             | 7%                              | 7.                              |                                 |
| Кандидат Н5            |                        | Независан              | 650                            | 6.5%                           | 11.                            |                                | 625                            | 6.25%                          | 11.                            |                                | 600                             | 6%                              | 10.                             |                                 |
| Кандидат Н6            |                        | Независан              | 600                            | 6%                             | 12.                            |                                | 550                            | 5.5%                           | 12.                            |                                | 500                             | 5%                              | 11.                             |                                 |
| УКУПНО гласова         | УКУПНО гласова         | УКУПНО гласова         | 28000                          |                                |                                |                                | 19000                          |                                |                                |                                | 10000                           |                                 |                                 |                                 |
| УКУПНО могућих гласова | УКУПНО могућих гласова | УКУПНО могућих гласова | 30000                          |                                |                                |                                | 20000                          |                                |                                |                                | 10000                           |                                 |                                 |                                 |
| Бирачи                 | Бирачи                 | Бирачи                 | 10000                          |                                |                                |                                | 10000                          |                                |                                |                                | 10000                           | 100%                            |                                 |                                 |

- Три најпопуларнија кандидата према првим преференцијама бирача побеђују, без обзира на страначку припадност.
- У блок гласању (Блок гласање), три кандидата најпопуларније странке се бирају ако њене присталице гласају по страначкој линији. У овом случају странка са само 35 одсто подршке заузела је сва места.
- Под ограниченим гласањем, највероватније је да странка са релативном већином заузима два мандата (или исти број места колико има гласова сваки бирач), а друга мање популарна странка добије један мандат.
- У оквиру једноструког непреносивог гласања (као и код друга два метода) број места понекад није пропорционално распоређен. Претерани оптимизам (сувише много кандидата) и подела гласова се оштро кажњавају. Али свака популарна странка која кандидује једног кандидата је у сваком случају загарантована успехом у том степену. У овом случају, иако је најпопуларнија странка кандидовала три и ризиковала поделе гласова, ипак је добила једног мандата.
- ЈПГ (није приказано овде) видеће да свака странка заузме свој део посланичких места ако бирачи обележе своје преференције по страначкој линији. Тако би странка А и странка Б сигурно заузеле једно место, док би друго место припало странци Б јер је то избор присталица мањих странка уколико би се дошло до избора те две главне странке.

## Пропорционална репрезентација
ЈНГ олакшава заступљеност мањих странака, т.ј. производи мешовиту заступљеност великих и малих странка где ниједна странка не заузима сва места.
У ствари, ЈНГ би бирао исте људе који се бирају на такмичењима ЈПГ-а где трансфери гласова не померају кандидата нижег ранга у односу на првобитно вишепласираног. Уобичајено је да се чак и након преноса гласова ЈПГ-а бирају исти они који би били изабрани под ЈНГ-ом. Али без трансфера, ЈНГ види више изгубљених гласова него под ЈПГ због давања гласова неизабраном кандидату или због вишкова које је успешни кандидат добио преко квоте коришћене на изборима за ЈПГ, а који се не могу пренети под ЈНГ.
ЈНГ производи заступљеност која је најпропорционалнија (пропорционална репрезентација) када политичке странке имају тачне информације о свом релативном нивоу изборне подршке, и номиновати кандидате у складу са њиховим нивоом изборне подршке или када све странке пате од лоше информисаности те врсте. Познавање удела гласова који странка може да добије омогућава јој да избегне губитак гласова због смањења шансе за поделу гласова и неефикасног пласмана подршке странке. Под „савршеним“ тактичким гласањем и стратешком номинацијом, ЈНГ би био еквивалентан Д’Онтовој методи пропорционалне репрезентације.
Али под ЈНГ-ом, чак и неефикасна расподела гласова омогућава уравнотеженију заступљеност него што би била изабрана било под једночланом већинском гласању или блок гласање.
С обзиром на {\displaystyle n} кандидата који ће бити изабрани, Кандидат А може гарантовати успех добијањем једног више од {\displaystyle {\frac {1}{n+1}}} гласова (Друпова квота), зато што {\displaystyle n}-1 остали кандидати не могу добити више од кандидата А.
Али како је ЈНГ плуралистички систем, могуће је победити са мање од те квоте. Да би се утврдили успешни кандидати, гласовни зброји кандидата се упоређују са гласовима других, не са теоријским прагом. У вануатским изборима 2020., користећи ЈНГ, само 5 одсто гласова било је довољно да буде изабран у округу од седам места.
Подела гласова због слабе информисаности о понашању бирача може да ускрати популарној странци одговарајући удео у заступљености. (Једноструко преносиво гласање не пати од овог хендикепа јер су гласови преносиви и многи се преносе и користе који се расипају под ЈНГ-ом.) Странке које организују листе са више кандидата могу да номинују много кандидата, а затим у изборној ноћи сазнају да странка није била толико популарна како су мислили.
Ако то уради свака странка, све трпе исту неефикасност и крајњи резултат је пропорционалан. Ако је једна страна опрезнија, можда ће проћи боље од осталих. Пошто гласови не могу да се пренесу, већа је шанса за губитак гласова него под ЈПГ.
Али на изборима који користе ЈНГ, заступљеност је обично помешана. Ретко се дешава да једна странка добија сва градска места, што је уобичајено у изборима које користе већинско гласање. Такође, број потрошених гласова у сваком ЈНГ избору је углавном мањи него у изборима које користе већинско гласање.
Под ЈНГ, странке често не добијају заступљеност тачно пропорционалну њиховој снази, јер је тешко тачно проценити њихову снагу када се одлучује о броју кандидата (стратешка номинација) и тешко је усмерити присталице странке у целини да ефикасно распореде своје гласове. Ако пошаљу превише, гласови присталица могу бити подељени на превише кандидата. Гласови странака могу проширити свој број гласова до тачке у којој сви кандидати странке губе од мање распрострањене противничке странке.
Ако странка пријави премало кандидата, могла би да изабере све своје кандидате, али не и да освоји мандате пропорционално њиховом нивоу подршке, а победнички кандидати би имали више подршке него што је потребно и тако губили гласове.
Ризици лошег стратешког номиновања нису једнаки за странке различите јачине. Велика странка би имала много више да изгуби од ефекта подељених гласова него да добије од избегавања ефекта протраћених гласова, па би вероватно одлучила да погреши на страни предлагања мањег броја кандидата (али вероватно не мање од њиховог постојећег броја места) . Мала странка са мало заступљености била би толерантнија на ризик и грешила би на страни превеликог броја кандидата, надајући се да ће добити што више места, можда чак и освојити више од свог удела у бирачком телу ако могу да пребаце кандидате из већих партија са само неколико гласова. Такође, мала странка која има само једног кандидата не би патила од пљувања гласова, док би већа партија која има четири или више кандидата могла да пати од тога.
ЈНГ изборни системи, попут ЈПГ и пропорционалних изборних система уопште, обично производе пропорционалније изборне исходе како се повећава величина изборних округа (број места у свакој изборној јединици).

## Потенцијал за тактичко гласање
Потенцијал за тактичко гласање у једноструком непреносивом гласању је велик. Са само један глас, рационални бирач који жели да повећа број мандата његове странке мора гласати за кандидата те странке са већу вероватноћу победе, али онај који неће победити са превеликом разликом и тако одузети гласове страначким колегама. Ово ствара прилике за тактичке номинације, са странкама које предлажу кандидате сличне кандидатима својих противника како би поделили гласове. Као и све више-победничке селекције, странке сматрају да је повољно да кандидују низ кандидата на изборима за ЈНГ.
ЈНГ је био мерен кроз сочиво концепта као што је теоријска анализа одлуке. Професор Гери В. Кокс, експерт у ЈНГ-у је проучавао употребу овог изборног система у Јапану. Кокс има објашњење података из стварног света који то налазе да „два система [плурални и полупропорционални] су слична у својој стратешкој равнотежи гласања.“ Његово истраживање је показало да бирачи користе информације које се нуде у кампањама (анкете, извештавање, укупни подаци о прикупљању средстава, одобрења, итд.), како би рационално одлучили ко су најиздржљивији кандидати, а затим гласали за њих.
ЈНГ може резултирати компликованом унутар-страначком динамиком јер у систему ЈНГ, кандидат се кандидује против кандидата из своје странке као и против кандидата друге странке. ЈНГ избори нису такмичења са нултом сумом. Само зато што је један одређени кандидат изабран не значи да други одређени кандидат неће бити. Обојица могу бити изабрани.
Зато што кандидовање по питањима може довести до ситуације у којој кандидат постане превише популаран и самим тим одузима гласове другим савезничким кандидатима, ЈНГ може охрабрити законодавце да се придруже фракцијама које се састоје од односа покровитељ-клијент у којима моћни законодавац може подијелити гласове својим присталицама.
Поред тога, странке ће најбоље успети ако њихове присталице равномерно распореде своје гласове међу кандидатима странке. Историјски гледано, у Тајвану, Куоминтанг то је учинио тако што је члановима послао писмо у којем им је речено за којег кандидата да гласају. Са Демократском напредном странком, подела гласова се врши неформално, пошто ће чланови породице или мале групе координирати своје гласове. Нова странка је имала изненађујуће ефикасан систем тражећи од присталица странке да гласају за кандидата који је одговарао њиховом датуму рођења. Ово је довело до система расподјеле гласова који су усвојиле све странке за законодавне изборе Тајвана 2004. године.

## Историја
Јединствено непреносиво гласање је први пут предложио Сен-Жист 1793., у предлогу Француској националној конвенцији. Он је предложио да цела Француска буде једна више-победничка изборна јединица; али његов предлог није био усвојен.
Јапан је прва држава која је усвојила ЈНГ за парламентарне изборе 100 година каснијд од Сен-Жистовог предлога. 1880-их Јапан је усвојио ЈНГ за провинцијалне изборе и 1900-их за националне изборе.

## Употреба
ЈНГ је коришћено за избори у Порторику, Кувајту, Индонезију, Јапану, Тајвану, Тајланду, Либију, Ираку, Хонг Конгу и Вануату.

### Порторико
У Порторику, где ЈНГ је познато као репрезентација у целини (шп. representación por acumulación), политичке странке разликују редослед гласања својих кандидата по изборним јединицама, како би се осигурало да сваки кандидат има приближно једнаке шансе за успех. Будући да већина бирача гласа за кандидате који се налазе на врху њихових страначких листа на својим гласачким листићима, кандидати у целини из исте странке обично добијају приближно једнак укупан број гласова.
Две главне порториканске политичке странке, Популарна демократска странка и Нова прогресивна странка, обично предлажу шест кандидата за оба дома, док много мања Странка независности Порторика води листе са једним кандидатом и за Сенат и за Представнички дом. Укупна расподела посланичких места у великој мери је одређена резултатима за шеснаест места у Сенату и четрдесет места у округу у Представничком дому.

### Јапан, Јужна Кореја и Тајван
ЈНГ је некада коришћено за избори законодавних тела у Јапану, Јужну Кореју и Тајвану, али је употреба највећим делом прекинута. Још увек се користи у Јапану за нека места у Дому саветника (Санги-ин), скупштинама префектура и скупштинама општина.
На Тајвану се користи за шест абориџинских места у законодавном јуану (националном законодавном телу), као и локалним скупштинама. Тамошња страначка структура је била компликована чињеницом да је чланове законодавног јуана бирало ЈНГ, извршна места су (и још увек су) бирана од стране већинског гласања. Тиме је створен страначки систем у којем су мање фракционисане странке, које ЈНГ промовише, формирале су две велике коалиције које подсећају на двостраначки систем које већинско гласање награђује. Почевши од законодавних избора 2008. године, ЈНГ је одбачено у корист мешовитог „једночланог округа“ (ЈЧО) са пропорционалном заступљеношћу заснованом на гласовима националне странке, слично као у Јапану. Овај систем је био наслеђе његове колонијалне владавине наслеђене из Мејџи устава.

### Хонг Конг
Од 1997. до 2016. године, изборни систем до половине места у Законодавном већу територије је номинално био пропорционални систем страначких листа са Херовом квотом. У пракси, политичке странке су поставиле више листа у истој изборној јединици. For example, Демократска странка је на изборима 2008. године представила три одвојене листе у изборној јединици Нове територије Запад са осам места, са циљем да освоји три места (освојили су два). Подељена листа или подељене карте се ради како би се освојило више места са мање гласова, јер би првом кандидату на свакој листи било потребно мање од Херове квоте да би добио место. Од присталица се тражи да подијеле своје гласове међу листама исте странке, обично према географској локацији пребивалишта. На изборима 2012. и 2016. ниједна кандидатска листа није освојила више од једног мандата у било којој од шест изборних јединица ПР које су вратиле укупно 40 мандата, чиме је резултат био исти као и ЈНГ.
У изборној реформи у Хонг Конгу 2021. године, Стални комитет Националног народног конгреса основао је СНТВ у свом амандману на Анекс 2 Основног закона 30. марта 2021. године. 20 места у Законодавном већу враћају географске изборне јединице (ГИЈ) једним непреносивим гласањем са магнитудом округа 2. Ефекат величине округа од 2 према систему ЈНГ у Хонг Конгу упоређен је са биномским системом гласања.

### Либија
У складу са својим изборним законом после Гадафија, Либија је 2012. године изабрала 80 чланова свог Генералног националног конгреса од 200 места користећи једноструко непреносиво гласање. Неки коментатори су систем навели као фактор у каснијем повратку у грађански рат 2014. године.

### Чиле
Након изборне реформе из 2015. године, Чилеанци бирају своје представнике у оба дома Конгреса путем отворених листа које су странке или партијске коалиције представиле у сваком од изборних округа. Када се гласање заврши, расподела посланичких места у сваком округу (која може да се креће од 3 до 8 у доњем дому и од 2 до 5 у горњем) врши се преко Д’Онтове методе, поређајући листе од највише до најниже према укупном броју гласова сваке и кандидата унутар сваке од њих по истом принципу.

### Јордан
ЈНГ је коришћен у Јордану од 1993. до 2016. ЈНГ је постао званични изборни систем за парламентарне изборе у Јордану 1993., други избори од повратка земље у изабрани парламент 1989. године. Изборна реформа из 1993. године увела је ЈНГ као „један човек, један глас“, за који се тврдило да је егалитарнија алтернатива некадашњем „блок гласу“ (или вишеструком непреносивом гласу) где су бирачи могли да дају онолико гласова колико је било места у њиховој изборној јединици. (Под ЈНГ, сваки бирач може гласати само једном.) Јорданске опозиционе странке биле су оштро критичне према реформи гласања јер је то значајно наштетило њиховим изборним резултатима. Исламски акциони фронт је био на челу ове критике, бојкотујући 4 од 6 избора одржаних по овом систему. Последњи избори који су одржани искључиво по овом систему били су 2010. године, чији је парламент распуштен након протеста Арапског пролећа у Јордану, а нови избори одржани су 2013. користећи и ЈНГ и националну пропорционалну репрезентацију. ЈНГ је потпуно укинут након изборне реформе 2016. где је замењен отвореном листом ПР (у 23 изборне јединице од по три до девет места) плус 15 места резервисаних за жене.

### Кувајт
Кувајт је користио ЈНГ да бира чланове своје Народне скупштине (Мајлес ал-Умма) у пет 10-чланих округа, почевши од избора 2012. године.

### Вануату
Од стицања независности од Уједињеног Краљевства и Француске 1980. године, Вануату је користио ЈНГ да бира већину чланова свог парламента. Тренутно, осим осам чланова који се бирају у једночланим изборним јединицама, 52 посланика се бирају у десет вишечланих изборних јединица (од два до седам мандата) од стране једноструког непреносивог гласање. Последњи избори који су то урађени били су општи избори у Вануату 2020.